# Gornje Vinovo
Gornje Vinovo je naselje u sastavu Općine Unešić, u Šibensko-kninskoj županiji. Nalazi se oko 13 kilometara istočno od Unešića.

## Povijest
Do 1931. naselja Gornje Vinovo i Donje Vinovo činile su jedinstveno selo Vinovo.

## Stanovništvo
Prema popisu iz 2011. naselje je imalo 33 stanovnika.
| broj stanovnika | 244   | 288   | 271   | 279   | 347   | 392   | 249   | 393   | 428   | 435   | 389   | 378   | 156   | 131   | 46    | 33    | 16    |
|                 | 1857. | 1869. | 1880. | 1890. | 1900. | 1910. | 1921. | 1931. | 1948. | 1953. | 1961. | 1971. | 1981. | 1991. | 2001. | 2011. | 2021. |